# 宽坪土家族苗族乡
宽坪土家族苗族乡是中华人民共和国贵州省铜仁市思南县下辖的一个民族乡。

## 行政区划
宽坪土家族苗族乡下辖以下村级行政区划单位：
八一社区、先锋村、胜利村、张湾村、龙江村、飘扬村、天井村、迎风村、和平村、良田村、长沙村、保卫村、前进村、江山村和五一村。